# Facciolella castlei
Facciolella castlei är en fiskart som beskrevs av Nikolai V. Parin och Karmovskaya, 1985. Facciolella castlei ingår i släktet Facciolella och familjen Nettastomatidae. Inga underarter finns listade i Catalogue of Life.